# Saltbæk Vig
Saltbæk Vig är en lagun på ön Sjælland i Danmark.   Den ligger i Region Själland, i den östra delen av landet. Den högsta punkten i närheten är 32 meter över havet, 3,1 km sydväst om Saltbæk Vig. Trakten runt Saltbæk Vig består till största delen av jordbruksmark. Lagunen har anslut till Stora Bält.